# Погруддя Карло Антоніо дель Поццо
Погруддя Карло Антоніо дель Поццо(англ. Bust of Carlo Antonio del Pozzo) — посмертний портрет, котрий створив скульптор Лоренцо Берніні (1598—1680).

## Замовник
Карло Антоніо дель Поццо був архієпископом у місті Піза і на момент створення скульптурного погруддя вже помер. Через п'ятнадцять (15) років по смерті свого дядька його погруддя замовив багатій і племінник кардинала, Кассіано дель Поццо (1588—1657), що був відомим римським науковцем і колекціонером творів мистецтва.

## Опис твору

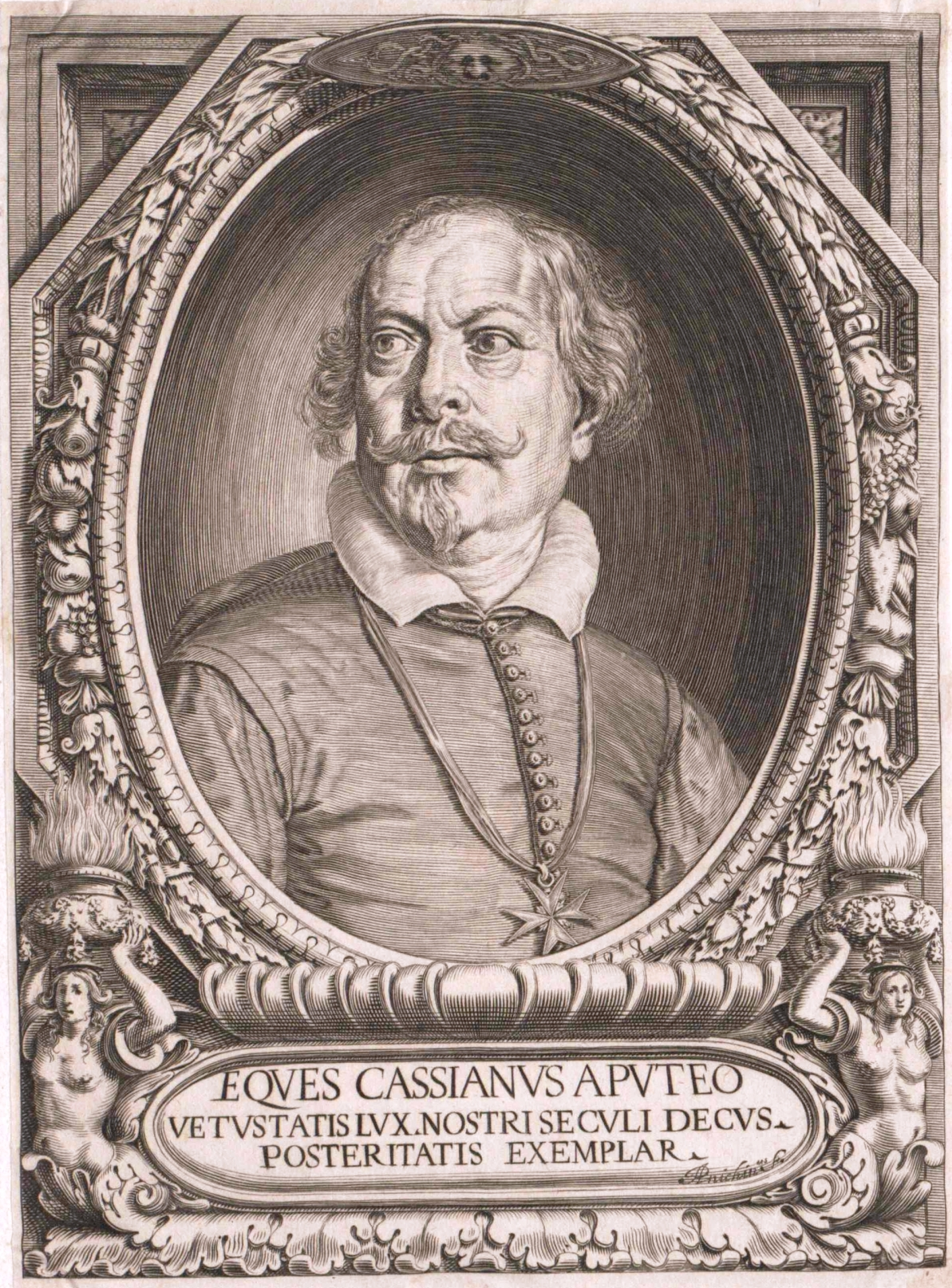
Кассіано дель Поццо, гравюра 17 століття.

Померлий не міг позувати скульпторові. Лоренцо Берніні користувався при створенні погруддя описами  та, ймовірно, графічними портретами кардинала. Адже був створений і графічний портрет замовника, науковця і колекціонера — Кассіано дель Поццо.
Погруддя створене у традиційній парадній формі. Князь церкви поданий стримано і дещо застигло. Він ніби на чомусь зосереджний, про що свідчать насуплені брови і трохи повернута вбік голова особи у момент розмірковуваній.

## Побутування портрету (провенанс)
Портретне погруддя католицького кардинала ще 1715 року потрапило до протестантської Британії. Воно зберігалось як твір мистецтва в садибі Говард. 1986 року його придбали для експонування у Національній галереї Шотландії.